# Min svigerfar - Peter Zobel
|  | Denne artikel er oprettet af botten PalnaBot ud fra en ekstern database. Den kan derfor have sproglige fejl eller mangler. Denne skabelon kan fjernes efter kontrol af indholdet. |

Min svigerfar - Peter Zobel er en film instrueret af Alexander Kølpin.

## Handling
Tidligere balletdanser Alexander Kølpin i samtale med sin svigerfar, pensioneret direktør for forsikringsselskabet Codan. De har begge trukket sig tilbage fra en bemærkelsesværdig karriere, hvor de har været frontfiguren. Hvad drømmer man om nu? Hvordan er det at trække sig tilbage fra et arbejde, der har fyldt alt?